# Gissjön (Nyhems socken, Jämtland)
Gissjön är en sjö i Bräcke kommun i Jämtland och ingår i Ljungans huvudavrinningsområde. Sjön har en area på 0,257 kvadratkilometer och ligger 273,8 meter över havet. Sjön avvattnas av vattendraget Lillsjöströmmen.

## Delavrinningsområde
Gissjön ingår i det delavrinningsområde (697953-148429) som SMHI kallar för Utloppet av Gissjön. Medelhöjden är 307 meter över havet och ytan är 2,41 kvadratkilometer. Räknas de 6 avrinningsområdena uppströms in blir den ackumulerade arean 88,44 kvadratkilometer. Lillsjöströmmen som avvattnar avrinningsområdet har biflödesordning 3, vilket innebär att vattnet flödar genom totalt 3 vattendrag innan det når havet efter 177 kilometer. Avrinningsområdet består mestadels av skog (84 procent). Avrinningsområdet har 0,26 kvadratkilometer vattenytor vilket ger det en sjöprocent på 10,7 procent.